# Ordrup Kirke
Ordrup Kirke er en kirke i Ordrup, beliggende Fredensvej i Charlottenlund.
Kirken er tegnet af arkitekt Hans J. Holm på den tidligere Vase- eller Egehøj og er med sine to monumentale vesttårne et eksempel på historicismens fortolkning af den romanske stil. Kirken, der blev bygget i hast som konkurrent til Polly Berlings katolske Skt. Andreas Kirke stod færdig 1876, men blev først indviet 23. juli 1878.
I apsishvælvet ses Livstræet, der udspringer af korset, Helligåndsduen, Guds lam og Det gamle Testamentes tørstende hjorte. Apsisvinduerne fra 1969, Tegn i sol, måne og stjerner, er af Sven Havsteen-Mikkelsen. De tykke røde og gule glas fremmaner en varm atmosfære, der fungerer som baggrund for altret af Fakse-marmor. Altret er sammen med alterskranken en gave fra Christian IX, hvis døtre Alexandra, Dagmar og Thyra har skænket alterstagerne.
Døbefonten af brændt ler er fra 1876. Korsfæstelsen i vinduet over døbefonten af H.G. Skovgaard fra 1939 var oprindeligt apsisvindue.
På korvæggen findes et maleri af Carl Bloch fra 1880 af den tornekronede frelser.
Orglet bygget af Carsten Lund 1991 har med 3 manualer og 33 stemmer og afsluttes med en facade af Rolf Graa.

## Eksterne kilder og henvisninger
- Ordrup Kirke hos KortTilKirken.dk